# 井上大地

## 概要
井上 大地（いのうえ だいち、1982年2月4日 - ）は、東京都立川市出身の日本のギタリスト、歌手、作曲家。ソロ活動を中心にAdam Levy、Izakaya Band、カンザスシティバンド、浜端ヨウヘイのギタリストとして参加[1]。
アメリカのルーツ・ミュージックに対する強く影響を受け、ギター以外にスティール・ギター、バンジョー、フラットマンドリンを演奏。

## 来歴
13歳の頃にビートルズに影響を受けギターを手にする。
18歳の時、都内のキャバレーやライブハウスで音楽活動を始める。
26歳の時、吾妻光良に見い出されインディーズ・デビュー。
2016年、カンザスシティ・バンドに参加。アルバム『ギター弾きの歌 Guitar Man's Song』をリリース、ソロ・デビュー。Adam Levyが参加。
2017年、アメリカ・レーベルLost Wax Recordsより1stEP『Drivin' Route 264』でデビュー。
2018年、フジロックフェスティバル出演。
2019年、ロサンゼルスで自身名義による初の海外レコーディング、ライブを行う。
2020年、Alonic "Alone" Hued（孤独のヒュード） 名義でアルバム『Americana Classics』を発表。

## 演奏スタイル
アメリカ南部から中西部への渡航、演奏経験からブルース、ジャズ、カントリー・ミュージックを色濃く影響を受けた演奏を行う。とりわけフィンガー・ピッキング、スライドギターなどオールドタイムなギタースタイルを得意とする。幼少期に民謡を学んでいた経験から、伸びと声量のあるボーカルも披露。任天堂ファミリーコンピュータを中心としたレトロゲーム音楽愛好家としても知られている。

## ディスコグラフィー

### アルバム

#### ソロ・アルバム
- 2016年　ギター弾きの歌 Guitar Man’s Song (Izakaya Records.)
- 2018年　The Living Motif(Izakaya Records.)
- 2019年　Swingin' on Mother Earth(Izakaya Records.)
- 2020年　Americana Classics(Izakaya Records.)
- 2021年　Cream as Blue(Izakaya Records.)
- 2022年　Road Runner(Izakaya Records.)
- 2024年    Well Up(Izakaya Records.)

#### 孤独のヒュード
- 2024年 Shenandoah(Izakaya Records.)

#### Izakaya Band
- 2017年 Drivin' Route 264 (Lost Wax Records.)
- 2018年 IZAKAYA-ISM(Lost Wax Records.)

### サウンドトラック
- 2007年 あたえられるか否か 徳川埋蔵金120年目の挑戦 （アムモ98）[5]
- 2020年 ワンナイト人狼オンライン (virapture株式会社)

### セッション
- 2016年 **ハマノヒロチカ - 最後の青春（mimorhythmix/NOW SOUND SYSTEMS）[6]
- 2017年
  - 浜端ヨウヘイ - Rough SketchⅢ（オフィスオーガスタ）[7]
  - 三田明 - 気のいい男（ビクター）[8]
- 2018年
  - カンザスシティバンド - UPROAR! (オフィスリフメイカー)
  - ハマノヒロチカ - Wonderful World（PELMAGE RECORDS）[9]
  - タマ伸也 - 入りますCD2 [10]
- 2020年 
  - タマ伸也 - ライブハウスであいましょう（WAHAHA本舗）[11]
- 2023年
  - カンザスシティバンド - Old Comedy (オフィスリフメーカー)
- 2024年
  - 浜端ヨウヘイ -  THANK YOU SO MUCH!! EP (SONGSCAPE FACTORY)
  - 浜端ヨウヘイ - 88 (SONGSCAPE FACTORY) [1]

### プロデュース
- 2017年 Adam Levy - Adam Levy Collection(Izakaya Records.)